# Phostria obscurata
Phostria obscurata là một loài bướm đêm trong họ Crambidae.